# Union Sportive Gorée
O Union Sportive Gorée é um clube de futebol com sede em Dakar, Senegal. A equipe compete no Campeonato Senegalês de Futebol.

## História
O clube foi fundado em 1933.